# Alexander Henningsson
Alexander Henningsson, född 14 maj 1990 i Växjö, är en svensk fotbollsspelare (mittfältare). Han har spelat över 150 seriematcher för Östers IF. 

## Karriär
Kom till Östers IF från Sandsbro AIK år 2003. Efter att ha spelat i föreningens ungdomslag flyttades han upp i A-laget inför säsongen 2008. Hans naturliga position är mittfältare men han kan också spela anfallare. Under de sju matcher han spelade under debutsäsongen så stod han för en assist. De första målen gjorde han i en träningsmatch mot Husqvarna 2009.
Henningsson har beskrivits som mycket lovande av tränarna i Öster och tilldelades Stig Svensson-stipendiet under föreningens årsmöte i början av 2008. Hans styrkor på planen är främst hans teknik, snabbhet och oräddhet.
2012 blev ett genombrottsår för Alexander Henningsson och den 23 augusti skrev han in sig i historieböckerna då han gjorde det sista målet på Värendsvallen under arenans 45-åriga historia.
Den 30 juli 2015 värvades Henningsson av Halmstads BK, där han skrev på ett kontrakt över säsongen 2017. I juli 2017 värvades Henningsson av norska Fredrikstad FK. Inför säsongen 2018 skrev han på ett tvåårskontrakt med IFK Värnamo. I mars 2019 värvades Henningsson av Norrby IF, där han skrev på ett kontrakt fram till juli 2019. I juli 2019 förlängde Henningsson kontrakt över resten av säsongen 2019.
I juni 2020 återvände Henningsson till Östers IF, där han skrev på ett halvårskontrakt. Henningsson spelade 18 ligamatcher under säsongen 2020. I december 2020 förlängde han sitt kontrakt med ett år. I augusti 2021 gick Henningsson till division 2-klubben Räppe GoIF.

## Karriärstatistik
| Klubb              | Säsong             | Liga                      | Liga    | Liga | Nationell cup | Nationell cup | Övrigt  | Övrigt | Totalt  | Totalt |
| Klubb              | Säsong             | Division                  | Matcher | Mål  | Matcher       | Mål           | Matcher | Mål    | Matcher | Mål    |
| ------------------ | ------------------ | ------------------------- | ------- | ---- | ------------- | ------------- | ------- | ------ | ------- | ------ |
| Östers IF          | 2008               | Division 1 Södra          | 7       | 0    | 0             | 0             | —       | —      | 7       | 0      |
| Östers IF          | 2009               | Division 1 Södra          | 9       | 1    | 0             | 0             | —       | —      | 9       | 1      |
| Östers IF          | 2010               | Superettan                | 25      | 0    | 2             | 1             | —       | —      | 27      | 1      |
| Östers IF          | 2011               | Superettan                | 25      | 3    | 2             | 0             | —       | —      | 27      | 3      |
| Östers IF          | 2012               | Superettan                | 30      | 6    | 0             | 0             | —       | —      | 30      | 6      |
| Östers IF          | 2013               | Allsvenskan               | 21      | 1    | 5             | 0             | —       | —      | 26      | 1      |
| Östers IF          | 2014               | Superettan                | 29      | 6    | 3             | 1             | 2       | 2      | 34      | 9      |
| Östers IF          | 2015               | Division 1 Södra          | 14      | 3    | 3             | 0             | —       | —      | 17      | 3      |
| Östers IF          | Totalt             | Totalt                    | 160     | 20   | 15            | 2             | 2       | 2      | 177     | 24     |
| Halmstads BK       | 2015               | Allsvenskan               | 9       | 1    | 1             | 0             | —       | —      | 10      | 1      |
| Halmstads BK       | 2016               | Superettan                | 29      | 3    | 4             | 0             | 2       | 0      | 35      | 3      |
| Halmstads BK       | 2017               | Allsvenskan               | 3       | 0    | 2             | 0             | —       | —      | 5       | 0      |
| Halmstads BK       | Totalt             | Totalt                    | 41      | 4    | 7             | 0             | 2       | 0      | 50      | 4      |
| Fredrikstad FK     | 2017               | OBOS-ligaen               | 13      | 0    | —             | —             | 1       | 0      | 14      | 0      |
| IFK Värnamo        | 2018               | Superettan                | 23      | 2    | 2             | 1             | 2       | 1      | 27      | 4      |
| Norrby IF          | 2019               | Superettan                | 16      | 1    | 1             | 0             | —       | —      | 17      | 1      |
| Östers IF          | 2020               | Superettan                | 18      | 0    | 1             | 0             | —       | —      | 19      | 0      |
| Östers IF          | 2021               | Superettan                | 1       | 0    | 0             | 0             | —       | —      | 1       | 0      |
| Östers IF          | Totalt             | Totalt                    | 19      | 0    | 1             | 0             | —       | —      | 20      | 0      |
| Räppe GoIF         | 2021               | Division 2 Södra Götaland | 14      | 6    | 1             | 0             | —       | —      | 15      | 6      |
| Räppe GoIF         | 2022               | Division 2 Södra Götaland | 25      | 11   | 1             | 0             | —       | —      | 26      | 11     |
| Räppe GoIF         | 2023               | Division 2 Södra Götaland | 21      | 10   | 0             | 0             | —       | —      | 21      | 10     |
| Räppe GoIF         | Totalt             | Totalt                    | 60      | 27   | 2             | 0             | —       | —      | 62      | 27     |
| Totalt i karriären | Totalt i karriären | Totalt i karriären        | 332     | 54   | 28            | 3             | 7       | 3      | 367     | 60     |

1. ↑  Nedflyttningskvalmatcher mot IK Frej.[14][15]
2. ↑  Uppflyttningskvalmatcher mot Helsingborgs IF.[16][17]
3. ↑  Nedflyttningskvalmatch mot Notodden FK.[18]
4. ↑  Nedflyttningskvalmatcher mot Syrianska FC.[19][20]